# Una piccola storia
Una piccola storia è un film del 2007 diretto da Stefano Chiantini.